# Skawiński obszar łąkowy
Skawiński obszar łąkowy (kod PLH120079) – specjalny obszar ochrony siedlisk w ramach programu Natura 2000 w województwie małopolskim, położony w zdecydowanej większości na terenie Krakowa, w jego południowo-zachodniej części w dzielnicy VIII Dębniki, oraz w niewielkim fragmencie w północnej części Skawiny. Krakowska część obszaru położona jest w obrębie Bielańsko-Tynieckiego Parku Krajobrazowego. Skawiński obszar łąkowy sąsiaduje od północy z Lasami Tynieckimi oraz Cmentarzem Podgórki Tynieckie, a od południa ze Strefą Aktywności Gospodarczej w Skawinie. Obszar obejmuje powierzchnię 44,13 ha i został zatwierdzony w marcu 2011 roku.
Najważniejszym siedliskiem przyrodniczym podlegającym ochronie są zmiennowilgotne łąki trzęślicowe (Molinion), a w mniejszym stopniu niżowe i górskie świeże łąki użytkowane ekstensywnie (Arrhenatherion elatioris). Stanowią one obszar występowania chronionych gatunków motyli: modraszek telejus (Phengaris teleius), modraszek nausitous (Phengaris nausithous), czerwończyk nieparek Lycaena dispar oraz czerwończyk fioletek (Lycaena helle).